# Liste des chapitres de Saint Seiya: The Lost Canvas
Cet article est un complément de l’article sur le manga Saint Seiya: The Lost Canvas. Il contient la liste des volumes du manga parus en presse à partir du tome 1, avec les chapitres qu’ils contiennent.
Il contient également la liste des volumes de la série dérivée Saint Seiya: The Lost Canvas Chronicles.

## Saint Seiya: The Lost Canvas

### Tomes 1 à 10
| no | Japonais         | Japonais          | Français         | Français          |
| no | Date de sortie   | ISBN              | Date de sortie   | ISBN              |
| --- | ---------------- | ----------------- | ---------------- | ----------------- |
| 1 | 8 décembre 2006  | 978-4-253-21221-2 | 26 juin 2008     | 978-2-351-42260-1 |
| Liste des chapitres : - Ch. 1 : Souvenirs perdus - Ch. 2 : C’est promis ! - Ch. 3 : Le bracelet des retrouvailles - Ch. 4 : Défaite - Ch. 5 : La grande cathédrale - Ch. 6 : L’éveil |                  |                   |                  |                   |
| Durant la guerre sainte du XVIIIe siècle, les soldats d’Athéna connus sous le nom de chevaliers sacrés combattent contre les spectres d’Hadès. Tenma, le chevalier de bronze de Pégase, découvre qu’Hadès n’est autre que son meilleur ami, Alone, et commence à évoquer ses souvenirs à propos de son enfance quand ils étaient tous deux orphelins dans une petite ville d’Italie il y a deux ans. Un jour, un des douze puissants chevaliers d’or, Dohko de la Balance, rencontre Tenma alors qu’il recherchait Hadès. Impressionné par la capacité de Tenma à utiliser la force mystique de l’univers, le Cosmos, Dohko demande à Tenma de devenir un des chevaliers d’Athéna. Dans la sanctuaire en Grèce, Tenma trouve la sœur d’Alone, Sasha, qui se révèle être la réincarnation d’Athéna. Durant les deux prochaines années, Alone rencontre une femme appelée Pandore qui le reconnaît en tant que réincarnation d’Hadès. Après avoir découvert qui il est, Alone réunit ses spectres et se prépare à commencer la guerre sainte contre Athéna. |                  |                   |                  |                   |
| 2 | 8 mars 2007      | 978-4-253-21222-9 | 26 juin 2008     | 978-2-351-42261-8 |
| Liste des chapitres : - Ch. 7 : Camarades - Ch. 8 : Retrouvailles - Ch. 9 : Adieux - Ch. 10 : Le château du diable - Ch. 11 : Les étoiles du démon - Ch. 12 : Le chevalier mystérieux - Ch. 13 : Jamir - Ch. 14 : Le puits des âmes - Ch. 15 : Interrogatoire |                  |                   |                  |                   |
| Alone ramena à la vie 3 chevaliers d’argent pour tuer Athéna, mais ils sont stoppés par Dohko de la Balance et Shion du Bélier. Ainsi, les deux chevaliers d’or forment un groupe de chevaliers de bronze et d’argent afin de recherche Hadès en Italie. Tenma découvre qu’Alone est Hadès, finissant son flash-back. Alone assassine immédiatement Tenma et les autres chevaliers sont forcés de partir, étant maîtrisés par les spectres. Un des chevaliers de bronze survivants, Yato de la Licorne, trouve le cadavre de Tenma et rencontre une femme nommée Yuzuriha qui les amène à Jamir où son maître, Hakurei, lui révèle que Tenma peut être sauvé. Il explique que le bracelet de fleurs fabriqué par Sasha a sauvé l’âme de Tenma, mais il est maintenant piégé en Enfer. Hakurei emmène les âmes de Yato et Yuzuriha en Enfer et ils retrouvent bientôt tous les deux Tenma emprisonné par un spectre. |                  |                   |                  |                   |
| 3 | 8 mai 2007       | 978-4-253-21223-6 | 9 octobre 2008   | 978-2-351-42262-5 |
| Liste des chapitres : - Ch. 16 : Camarade - Ch. 17 : Le marionnettiste - Ch. 18 : La rose empoisonnée - Ch. 19 : Endurance - Ch. 20 : En dehors du monde - Ch. 21 : Floraison - Ch. 22 : Fleur et pluie - Ch. 23 : Fleurs funèbres - Ch. 24 : Deux nouveaux messages |                  |                   |                  |                   |
| Avec l’aide de Yato et de Yuzuriha, Tenma vainc le Spectre et se sauve de la prison. Pendant ce temps, Pandore envoie un groupe de Spectres attaquer le Sanctuaire, mais ils sont arrêtés par un chevalier d’or, Albafica des Poissons, qui élimine la plupart d’entre eux. Un des trois juges de l’Enfer, Minos du Griffon, lui fait face et le vainc sans gros problèmes. Minos attaque ensuite un petit village à proximité du Sanctuaire quand il est confronté à Shion du Bélier. Cependant, Albafica arrive à revenir et affronte Minos une fois encore. Cette fois, Albafica vient à bout de Minos, mais les deux meurent un peu après. En suivant ces évènements, le Grand Pope du Sanctuaire est informé par un des élèves d’Hakurei, Atla, que les spectres sont en train d’être ressuscités par Hadès. |                  |                   |                  |                   |
| 4 | 7 juillet 2007   | 978-4-253-21224-3 | 12 février 2009  | 978-2-351-42377-6 |
| Liste des chapitres : - Ch. 25 : Les Enfers - Ch. 26 : Rencontre - Ch. 27 : Le pécheur - Ch. 28 : Raison - Ch. 29 : Les trésors du ciel - Ch. 30 : Le magnolier des Enfers - Ch. 31 : Résurrection - Ch. 32 : L'essence de la cosmo-énergie - Ch. 33 : Les guerriers immortels |                  |                   |                  |                   |
| Comme Tenma, Yato et Yuzuriha recherchent un arbre en Enfer, et ils sont confrontés à Alone, qui leur dit qu’il va envahir le Sanctuaire. Puis le chevalier d’or de la Vierge Asmita commence à utiliser son Cosmos pour combattre Tenma bien qu’il soit toujours dans le Sanctuaire. Asmita teste les capacités de Tenma pour savoir s’il peut vaincre Alone puisque ses précédentes réincarnations ont été les seules à pouvoir faire face à Hadès. Après un long combat, Asmita disparaît, et Tenma, Yato et Yuzuriha retournement à Jamir. En utilisant des fruits venus de l’Enfer, Asmita commence à créer un rosaire pour sceller les spectres. Pendant qu’Asmita le construit, un groupe de spectres attaquent Jamir. Tenma, Yato et Yuzuriha vont les combattre, permettant à Asmita de terminer le rosaire. |                  |                   |                  |                   |
| 5 | 7 septembre 2007 | 978-4-253-21225-0 | 9 avril 2009     | 978-2-351-42378-3 |
| Liste des chapitres : - Ch. 34 : Vicissitudes - Ch. 35 : Aldébaran - Ch. 36 : Guerrier féroce - Ch. 37 : Le brasier noir - Ch. 38 : Embrasement rapide - Ch. 39 : Sans effet ! - Ch. 40 : Solitude - Ch. 41 : Lamentations - Ch. 42 : L'arrivée |                  |                   |                  |                   |
| Asmita scelle les Spectres en utilisant le rosaire, mais son corps se volatilise soudainement. Pendant ce temps, le Spectre du Bénou Kagaho attaque le Sanctuaire afin d’éliminer Dohko, qui a égratigné Alone durant la précédente rencontre en Italie. Aldébaran, le Chevalier d’Or du Taureau, vainc Kagaho, mais épargne sa vie comme il a découvert que Kagaho n’est pas maléfique. Quand Aldébaran alla parler au Grand Pope, Alone arrive au Sanctuaire. |                  |                   |                  |                   |
| 6 | 8 novembre 2007  | 978-4-253-21226-7 | 11 juin 2009     | 978-2-351-42379-0 |
| Liste des chapitres : - Ch. 43 : Le retour - Ch. 44 : Les dieux et les hommes - Ch. 45 : La région scellée - Ch. 46 : Pandore - Ch. 47 : Lost Canvas - Ch. 48 : Ombres - Ch. 49 : Spadassins - Ch. 50 : Vous devez être forts et continuer à vivre! - Ch. 51 : Une menace inquiétante |                  |                   |                  |                   |
| Alone paralyse tous les chevaliers du Sanctuaire, et bat Sisyphe du Sagittaire. Tenma est transporté au Sanctuaire pour combattre Alone, mais il est incapable de le blesser. Juste à temps avant que Tenma soit tué, Sasha et le Grand Pope essaient de sceller Alone dans le Sanctuaire. Pandore libère Alone, qui révèle à Tenma et à Sasha qu’il est en train de peindre The Lost Canvas, un tableau qui représente le monde entier qui le détruira une fois fini. Alone décide de partir, mais Pandore envoie deux spectres l’éliminer, parce qu’elle est inquiète à propos de son comportement. Aldébaran protège Tenma, bien qu’il soit toujours blessé par Kagaho. À la fin, les spectres et Aldébaran meurent dans la bataille. |                  |                   |                  |                   |
| 7 | 8 février 2008   | 978-4-253-21227-4 | 27 août 2009     | 978-2-351-42380-6 |
| Liste des chapitres : - Ch. 52 : Décision - Ch. 53 : Emprisonnement - Ch. 54 : Départ - Ch. 55 : Les deux divinités - Ch. 56 : La forêt de la mort - Ch. 57 : Tentation - Ch. 58 : Je ne fuirai pas! - Ch. 59 : Le marionnettiste nécromancien - Ch. 60 : La reine des mouches |                  |                   |                  |                   |
| Tenma essaie de quitter le Sanctuaire pour empêcher les Spectres de tuer ses amis, mais il est emprisonné par Manigoldo, le Chevalier d’Or du Cancer. Au même moment, les dieux jumeaux Thanatos et Hypnos isolent Alone afin qu’il se concentre uniquement sur le Lost Canvas. Les dieux protègent aussi la cathédrale d’Alone pour qu’aucune personne ne puisse l’interrompre. Bientôt, Hakurei envoie Yuzuriha et Yato libérer Tenma, puis les trois vont à la cathédrale afin de trouver Alone. Cependant, ils sont attaqués par de nombreuses créatures créées par Veronica, le Spectre du Nasu ; qui essaient de les tuer. Comme les chevaliers ont vaincu les soldats de Veronica, Manigoldo fait face à cette dernière car il avait pour mission de protéger Tenma. |                  |                   |                  |                   |
| 8 | 8 avril 2008     | 978-4-253-21228-1 | 8 octobre 2009   | 978-2-351-42381-3 |
| Liste des chapitres : - Ch. 61 : Attaque rapide! - Ch. 62 : Feu démoniaque - Ch. 63 : Incursion! - Ch. 64 : Dieux et pions - Ch. 65 : Maître et disciple - Ch. 66 : Kaléidoscope - Ch. 67 : Un dieu en colère - Ch. 68 : De toutes ses forces! - Ch. 69 : Résolution |                  |                   |                  |                   |
| Manigoldo élimine facilement Veronica. Puis le chevalier du Cancer fait face au Dieu de la Mort, Thanatos, mais aucune de ses attaques ne le blesse. Comme Thanatos essaie de faire exploser Manigoldo dans une autre dimension, le maître de Manigoldo, le Grand Pope Sage, vient aider son élève. En unissant leurs forces, Manigoldo et Sage arrivent à combattre Thanatos, mais Manigoldo est sérieusement blessé. En utilisant l’armure d'argent de l'Autel de son frère Hakurei, Sage scelle l’âme de Thanatos, mais il meurt aussi dans l’attaque. |                  |                   |                  |                   |
| 9 | 6 juin 2008      | 978-4-253-21229-8 | 10 décembre 2009 | 978-2-351-42451-3 |
| Liste des chapitres : - Ch. 70 : Transmissions des sentiments - Ch. 71 : Attaque tranchante - Ch. 72 : La peuplade des rêves - Ch. 73 : Le monde des rêves - Ch. 74 : Discordance - Ch. 75 : Intention véritable - Ch. 76 : Reprise des combats - Ch. 77 : Concentre-toi sur tes sens - Ch. 78 : Les graines du monde des rêves |                  |                   |                  |                   |
| El Cid du Capricorne est le prochain chevalier d'or à aller en mission. Les quatre dieux des rêves enlèvent Tenma et l'emmènent dans leur monde parallèle. Mais le chevalier Pégase arrive à se réveiller de son rêve imposé et vainc Morpheus. El Cid, gravement blessé, tue successivement Phantasos et Icelos. |                  |                   |                  |                   |
| 10 | 8 août 2008      | 978-4-253-21230-4 | 11 février 2010  | 978-2-351-42457-5 |
| Liste des chapitres : - Ch. 79 : Oneiros, le dieu des rêves - Ch. 80 : Les quatre esprits - Ch. 81 : Je vais te démolir ! - Ch. 82 : La voie de la loyauté - Ch. 83 : Combat commun - Ch. 84 : Le déclencheur - Ch. 85 : Souffrances - Ch. 86 : S'unir pour vaincre!! - Ch. 87 : Flash |                  |                   |                  |                   |
| Le dernier dieu des rêves, Oneiros fusionne avec ses frères vaincus et devient une créature monstrueuse. El Cid du Capricorne et Tenma de Pégase ont des difficultés à l'affronter. Athéna arrive à libérer Sisyphe de son rêve culpabilisateur. Finalement le chevalier du Sagittaire lance une flèche de Cosmos à El Cid. Celui-ci la pourfend avec son arme enfin complète, Excalibur, et vainc Oneiros. Mais le Capricorne perd la vie dans la bataille. |                  |                   |                  |                   |

### Tomes 11 à 20
| no | Japonais        | Japonais          | Français         | Français          |
| no | Date de sortie  | ISBN              | Date de sortie   | ISBN              |
| --- | --------------- | ----------------- | ---------------- | ----------------- |
| 11 | 7 novembre 2008 | 978-4-253-21511-4 | 8 avril 2010     | 978-2-351-42458-2 |
| Liste des chapitres : - Ch. 88 : Le mal incarné - Ch. 89 : Au combat! - Ch. 90 : De nouveau la fatalité - Ch. 91 : La ténacité des guerriers - Ch. 92 : L'aboutissement de la fatalité - Ch. 93 : Le dieu lointain - Ch. 94 : Le cadeau de la mort - Ch. 95 : Se frayer un chemin - Ch. 96 : Penser à la fin |                 |                   |                  |                   |
| Hypnos découvre qu'Alone se faisait passer pour le dieu des Enfers. Les chevaliers d'Athéna se réunissent à la cathédrale d'Hadès où Hakurei est parti en éclaireur. Hypnos a vaincu Shion et Yuzuriha qui s'étaient infiltrés. Le chevalier de l'Autel vient à bout du dieu grâce à une attaque invoquant l'âme des chevaliers de la dernière guerre sainte. Mais Hakurei est ensuite tué par Alone. Dohko et Tenma arrivent alors et sont surpassés. Le chevalier de la Balance se sacrifie pour permettre à Pégase de s'enfuir. Alone se rend alors à son nouveau château, le Lost Canvas dans le ciel.      |                 |                   |                  |                   |
| 12 | 6 février 2009  | 978-4-253-21512-1 | 10 juin 2010     | 978-2-351-42459-9 |
| Liste des chapitres : - Ch. 97 : Le démon de l'île de Kanon - Ch. 98 : Un entraînement infernal - Ch. 99 : Le dernier exercice - Ch. 100 : Eruption - Ch. 101 : Bluegrad - Ch. 102 : Atlantis - Ch. 103 : Colère - Ch. 104 : Le poison du Scorpion - Ch. 105 : La nourriture de la puissance |                 |                   |                  |                   |
| Tenma se rend sur l'île Canon pour s'entraîner auprès du démon Deutéros. Pendant ce temps, Dégel du Verseau et Cardia du Scorpion sont envoyés en mission à Blue Graad pour obtenir le pouvoir du dieu des mers Poséidon. Dégel retrouve son ami d'enfance Unity. Malheureusement, Pandore est allée aussi dans le domaine de Poséidon avec Rhadamanthe de la Wyvern et veut faire échouer les chevaliers d'or. |                 |                   |                  |                   |
| 13 | 8 avril 2009    | 978-4-253-21513-8 | 19 août 2010     | 978-2-351-42460-5 |
| Liste des chapitres : - Ch. 106 : Le cœur - Ch. 107 : Antarès - Ch. 108 : Rencontre au fond des mers - Ch. 109 : Unity, le mariner - Ch. 110 : En tant qu'ami - Ch. 111 : Libération - Ch. 112 : Freezing coffin - Ch. 113 : Vivre - Ch. 114 : Un coup à vitesse lumière |                 |                   |                  |                   |
| Cardia fait enflammer son cœur pour vaincre Rhadamanthe. Dégel découvre que la sœur d'Unity, Séraphina, est le réceptacle de l'âme de Poséidon. Unity est toujours vivant et est devenu le général du Dragon des Mers. Dégel devra vaincre son ami qui veut conquérir le monde au nom du dieu des océans. Finalement, le chevalier du Verseau bat Unity, mais le sanctuaire sous-marin est menacé d'effondrement. Pendant ce temps, les autres chevaliers d'Athéna retrouvent l'arche de l'espoir qui leur permettra d'atteindra le Lost Canvas.                                                                |                 |                   |                  |                   |
| 14 | 8 juin 2009     | 978-4-253-21514-5 | 14 octobre 2010  | 978-2-351-42559-6 |
| Liste des chapitres : - Ch. 115 : Restauration - Ch. 116 : Avant-garde - Ch. 117 : Le monstre - Ch. 118 : Combat de bêtes sauvages - Ch. 119 : Le jeune lion - Ch. 120 : Un talent inné - Ch. 121 : Surpassement - Ch. 122 : Persévérance - Ch. 123 : Le lien |                 |                   |                  |                   |
| Les chevaliers d'Athéna doivent protéger l'arche contre les attaques des spectres. Le juge Éaque du Garuda envoie sa subordonnée, Violate du Béhémoth. Celle-ci va affronter Régulus du Lion, benjamin des chevaliers et considéré comme un génie du combat. Le Lion remporte cette bataille, mais Éaque décide d'attaquer de lui-même. Au dernier moment, Sisyphe et Tenma lui font face. |                 |                   |                  |                   |
| 15 | 7 août 2009     | 978-4-253-21515-2 | 9 décembre 2010  | 978-2-351-42565-7 |
| Liste des chapitres : - Ch. 124 : Tous ensemble!! - Ch. 125 : La cristallisation des volontés - Ch. 126 : Combat de héros - Ch. 127 : L'arche de l'espoir vs la galère noire - Ch. 128 : En tant que chef - Ch. 129 : Cruauté - Ch. 130 : Jouer les boucliers - Ch. 131 : La chute de Karura - Ch. 132 : Le punisseur |                 |                   |                  |                   |
| Les chevaliers de bronze arrivent à réanimer l'arche de l'espoir, mais plusieurs d'entre eux meurent dans ce processus. Sisyphe entame un long combat contre Éaque du Garuda. L'affrontement est serré et le juge fait preuve de férocité envers ses propres spectres. Finalement, le chevalier d'or arrive à se défaire de son adversaire, mais Hadès arrive alors sur le champ de bataille. Tenma décide d'en finir avec son ancien ami. |                 |                   |                  |                   |
| 16 | 8 octobre 2009  | 978-4-253-21516-9 | 10 février 2011  | 978-2-351-42566-4 |
| Liste des chapitres : - Ch. 133 : Détermination! - Ch. 134 : Explosion de vie!! - Ch. 135 : La fin - Ch. 136 : Un résultat espéré - Ch. 137 : Le palais des étoiles démoniaques - Ch. 138 : La harpe diabolique - Ch. 139 : La plume de la justice - Ch. 140 : Fidélité ultime - Ch. 141 : Soulèvement |                 |                   |                  |                   |
| Tenma et Alone se font face. Le chevalier Pégase montre l'étendue de ses nouveaux pouvoirs, mais le dieu garde le dessus. L'intervention d'Athéna ne change rien. Hadès leur enjoint de se rendre à son palais du Lost Canvas pour l'ultime confrontation. Le spectre Pharaoh du Sphinx en garde l'entrée. Il est vaincu par Sisyphe du Sagittaire, mais celui-ci perd la vie. Pendant ce temps, Dohko est soigné par Deutéros sur l'île Kanon. Le personnage mystérieux revêt l'armure des Gémeaux. |                 |                   |                  |                   |
| 17 | 8 décembre 2009 | 978-4-253-21517-6 | 14 avril 2011    | 978-2-351-42567-1 |
| Liste des chapitres : - Ch. 142 : La mer de nuages - Ch. 143 : Le passeur - Ch. 144 : Athéna emprisonnée - Ch. 145 : Au Sanctuaire ! - Ch. 146 : L'armure d'Athéna - Ch. 147 : L'arme ultime - Ch. 148 : L'odeur du sang - Ch. 149 : Un vent empoisonné - Ch. 150 : La plume isolée |                 |                   |                  |                   |
| L'arche arrivant dans le Lost Canvas est immobilisée dans la mer de nuages. Les chevaliers sont pétrifiés à l'exception de Tenma, Régulus et Shion. Sasha perd ses pouvoirs de déesse à cause de Charon de l'Achéron. Pendant ce temps, Dohko doit récupérer l'armure d'Athéna au Sanctuaire. Il bat les spectres de Rhadamanthe, successivement Gordon du Minotaure, Queen de L'Alraune et Sylphide du Basilic qui tentent de l'en empêcher. Après ces combats, le chevalier de la Balance voit au pied de la statue de la déesse Kagaho du Bénou qu'il l'attendait.                                           |                 |                   |                  |                   |
| 18 | 8 mars 2010     | 978-4-253-21518-3 | 8 juin 2011      | 978-2-351-42568-8 |
| Liste des chapitres : - Ch. 151 : Lutte pour une armure - Ch. 152 : Le traître - Ch. 153 : Réplique - Ch. 154 : Le poing démoniaque - Ch. 155 : Jeux d'assassins - Ch. 156 : Péché - Ch. 157 : En tant que démon - Ch. 158 : Incomplétude - Ch. 159 : Annihilation |                 |                   |                  |                   |
| Kagaho projette Dohko sur la statue d'Athéna permettant la renaissance de l'armure de la déesse. Le chevalier de la Balance est sauvé par Deutéros. Celui-ci devra affronter son jumeau Aspros, devenu le gardien du temple de Mars. Le passé entre eux resurgit. Aspros fut exécuté deux ans auparavant pour traîtrise envers le Sanctuaire. Ressuscité par Hadès, il veut sa revanche. À l'issue de ce combat fratricide, Deutéros est battu. |                 |                   |                  |                   |
| 19 | 7 mai 2010      | 978-4-253-21519-0 | 8 septembre 2011 | 978-2-351-42605-0 |
| Liste des chapitres : - Ch. 160 : Une attitude nécessaire - Ch. 161 : Méphistophélès - Ch. 162 : Père! - Ch. 163 : Encore une goutte - Ch. 164 : La douleur des hommes - Ch. 165 : Salut - Ch. 166 : Lieu de présence - Ch. 167 : La pendule d'étoiles - Ch. 168 : Le souverain |                 |                   |                  |                   |
| Aspros s'est uni à l'âme de son frère et s'en prend à Hadès. Mais le spectre Yoma du Méphistophélès l'expédie dans une autre dimension après qu'il lui a avoué l'avoir manipulé dans son enfance. Yoma se rend au temple de Mercure et explique qu'il est le père de Tenma. Il est responsable de l'incarnation d'Hadès en Alone. Pendant ce temps, ce même Alone révèle à Pandore qu'il se faisait passer pour le dieu des Enfers depuis le début. Athéna et ses chevaliers se rendent au temple de Vénus où Shion décide d'affronter seul René du Balron.                                                     |                 |                   |                  |                   |
| 20 | 8 juillet 2010  | 978-4-253-21520-6 | 8 décembre 2011  | 978-2-351-42606-7 |
| Liste des chapitres : - Ch. 169 : Cour de récréation - Ch. 170 : Mémoire vivante - Ch. 171 : Le successeur - Ch. 172 : Le Cocyte - Ch. 173 : Le rugissement de l'histoire - Ch. 174 : Pierre tombale - Ch. 175 : La fonction - Ch. 176 : L'heure des bêtes sauvages - Ch. 177 : Le démon des flammes |                 |                   |                  |                   |
| Rune du Balron remémore le passé. Il avait demandé à Shion d'aller à ses côtés, mais le jeune garçon avait refusé pour rester avec les armures qu'il réparait. Le spectre l'entraîne dans le Cocyte, là où tous les anciens chevaliers reposent. Shion arrive à le vaincre grâce aux âmes de ses anciens camarades. Tenma, Régulus et Sasha sont au temple de la Terre où Kagaho les attend. Dohko revient de l'autre dimension et remet l'armure divine à Athéna. Dohko et Kagaho se font face. Le chevalier de la Balance se rend compte de la tristesse de son adversaire. Il invoque alors l'Ultime Dragon. |                 |                   |                  |                   |

### Tomes 21 à 25
| no | Japonais         | Japonais          | Français        | Français          |
| no | Date de sortie   | ISBN              | Date de sortie  | ISBN              |
| --- | ---------------- | ----------------- | --------------- | ----------------- |
| 21 | 8 septembre 2010 | 978-4-253-21539-8 | 9 février 2012  | 978-2-351-42705-7 |
| Liste des chapitres : - Ch. 178 : Le brasier rouge - Ch. 179 : Phénix - Ch. 180 : Dressage - Ch. 181 : Le souverain - Ch. 182 : Loyauté - Ch. 183 : En tant que spectre - Ch. 184 : 3 contre 3 - Ch. 185 : Tant qu'il y a de la vie - Ch. 186 : Jour de couleur de cendre - Ch. 187 : Partita |                  |                   |                 |                   |
| Kagaho sauve la vie de Dohko en jurant de protéger Hadès dans une autre vie. Pandore se rend au temple de Saturne pour obtenir l'aide de Rhadamanthe. Valentine de la Harpie s'oppose à elle, il a juré fidélité à Alone. Mais le juge arrive à contrôler la puissance divine en lui et tue son subordonné pour désobéissance. Tenma, Régulus et Sasha arrivent à leur tour dans le temple et Athéna revêt son armure. Contre toute attente, Yoma et son épouse Partita interviennent et révèlent leurs intentions. |                  |                   |                 |                   |
| 22 | 8 décembre 2010  | 978-4-253-21540-4 | 12 avril 2012   | 978-2-351-42706-4 |
| Liste des chapitres : - Ch. 188 : Le regard de la mère - Ch. 189 : Décision - Ch. 190 : Mise à nu - Ch. 191 : Mon âme - Ch. 192 : Armure divine - Ch. 193 : La voie à suivre absolument - Ch. 194 : La mémoire du Lion - Ch. 195 : Ilias - Ch. 196 : Le jour de la destinée |                  |                   |                 |                   |
| Tenma affronte sa mère Partita dans le temple d'Uranus. Pandore y arrive aussi et la bataille commence. Partita veut s'emparer de l'âme déicide de Pégase pour construire une nouvelle mythologie. Tenma arrive à revêtir son armure divine et vainc sa mère. Celle-ci menait en fait un double jeu. Elle voulait que son fils acquiert la puissance ultime. Pendant ce temps, Régulus se bat contre Rhadamanthe dans le temple de Saturne. Le Lion veut venger son père Ilias que la Wyvern a battu dans le passé. |                  |                   |                 |                   |
| 23 | 8 février 2011   | 978-4-253-21641-8 | 14 juin 2012    | 978-2-351-42707-1 |
| Liste des chapitres : - Ch. 197 : Une nouvelle étoile - Ch. 198 : Extrême limite - Ch. 199 : Surpasser! - Ch. 200 : Communier avec la nature - Ch. 201 : Celui que l'on recherche - Ch. 202 : L'amour et la tristesse - Ch. 203 : Une tâche à accomplir - Ch. 204 : Simplement à tes côtés - Ch. 205 : Athéna part au combat |                  |                   |                 |                   |
| Régulus affronte Rhadamanthe au-delà de ses limites. Le Lion s'unit à la nature et arrive à détruire le cœur divin de la Wyvern avant de disparaître. Le juge encore en vie aide Pandore contre Alone et arrive à libérer les pouvoirs divins d'Athéna que le jeune garçon avait scellés. Sasha, qui a recouvré sa puissance, libère les guerriers de l'arche de la malédiction qui les emprisonnait. Pendant ce temps, Shion est stoppé dans sa progression par Yoma mais Tenma vient lui prêter main-forte. |                  |                   |                 |                   |
| 24 | 8 avril 2011     | 978-4-253-21642-5 | 23 août 2012    | 978-2-351-42708-8 |
| Liste des chapitres : - Ch. 206 : Futur - Ch. 207 : Les frères démoniaques - Ch. 208 : Le dieu du temps - Ch. 209 : Kairos - Ch. 210 : Baisser de rideau - Ch. 211 : L'homme seul - Ch. 212 : Rassemblement - Ch. 213 : La réponse - Ch. 214 : Alone |                  |                   |                 |                   |
| Yoma veut créer une nouvelle mythologie, il tente de tuer Shion pour l'empécher de devenir le grand Pope, mais Aspros intervient, sauvant Shion, ainsi que Dohko. Tenma continue sa route, alors qu'Aspros affronte Yoma. Yoma se révèle être en réalité Kairos, un dieu du temps, petit frère de Cronos, que Cronos avait rejeté, et Kairos veut se venger de cette vie de petit frère laissé pour compte. Aspros finit par vaincre Kairos mais meurt peu après. Pendant ce temps l'affrontement entre Tenma et Alone commence, et Tenma est blessé par un coup d'épée.                                                                         |                  |                   |                 |                   |
| 25 | 6 mai 2011       | 978-4-253-21643-2 | 11 octobre 2012 | 978-2-351-42709-5 |
| Liste des chapitres : - Ch. 215 : Conclusion - Ch. 216 : Voix - Ch. 217 : Droit devant - Ch. 218 : Revenir ce jour-là - Ch. 219 : Les véritables ténèbres - Ch. 220 : Lumière dorée - Ch. 221 : Le bracelet qui nous lie - Ch. 222 : Nous trois ensemble - Ch. 223 : Un nouveau futur - Epilogue : 243 ans plus tard |                  |                   |                 |                   |
| Face à toutes les âmes qui sont mortes, qui endurent des souffrances éternelles, et qui voient en le projet d'Hadès la fin de leurs souffrances, Tenma semble convaincu du bien-fait de son projet. Mais le retour de tous les chevaliers à bord du Navire de l'Espoir, le ranime, et il parvient à vaincre Alone. Cela réveille le véritable Dieu Hadès... Il semble invincible jusqu'à ce que les 12 armures d'or se réunissent et viennent créer la lumière du soleil, qui vient perturber la noirceur de l'âme d'Hadès. Tenma, Athéna, Alone, et l'âme d'Hadès se retrouvent propulsés dans le temple de Pluton pour l'affrontement final... |                  |                   |                 |                   |

## Saint Seiya: The Lost Canvas Chronicles

### Tomes 1 à 10
| no | Japonais        | Japonais          | Français        | Français          |
| no | Date de sortie  | ISBN              | Date de sortie  | ISBN              |
| --- | --------------- | ----------------- | --------------- | ----------------- |
| 1 | 7 octobre 2011  | 978-4-253-21644-9 | 7 mai 2013      | 978-2-351-42780-4 |
| Titre du volume : Chapitre 1 : PoissonsListe des chapitres : - Ch. 1 : Solitude (孤独, Kodoku) - Ch. 2 : Enfant des jardins, enfant des champs (園の子 畑の子, Sono no ko, hata no ko) - Ch. 3 : Le guérisseur (癒しの人, Iyashi no hito) - Ch. 4 : La cérémonie du lien rouge (赤い絆, Akai kizuna) - Ch. 5 : Famille de sang (血族, Ketsuzoku) - Ch. 6 : Pefko (ペフコ, Pefuko) - Ch. 7 : Dryade (ドリュアス, Doryuasu) - Ch. 8 : Le muguet rouge (赤い鈴蘭, Akai suzuran) - Ch. 9 : Le lien qui unit les hommes (人の絆, Hito no kizuna) |                 |                   |                 |                   |
| Il s'agit de l'histoire d'Albafica, chevalier d'or des Poissons, qui traque un spectre d’Hadès. Durant cette épopée, il va rencontrer un médecin qui lui fait penser à son vieux maître, et d'un garçon un peu vif qui va le suivre durant toute cette histoire. |                 |                   |                 |                   |
| 2 | 8 décembre 2011 | 978-4-253-21645-6 | 4 juillet 2013  | 978-2-351-42781-1 |
| Titre du volume : Chapitre 2 : ScorpionListe des chapitres : - Ch. 10 : La jeune fille et le scorpion (さそりと少女, Sasori to shōjo) - Ch. 11 : La petite déesse (小さな女神, Chiisana megami) - Ch. 12 : Le prête des animaux (獣の神官, Kemono no shinkan) - Ch. 13 : Le dépeceur (皮剥ぎの男, Kawahagi no otoko) - Ch. 14 : Une douloureuse réalité (激痛と実感, Gekitsū to jikkan) - Ch. 15 : La nuit du sacrifice (祭祀の日, Shitorarohizuka) - Ch. 16 : Je n'ai plus froid (もう寒くない, Mou samukunai) - Ch. 17 : Affrontement au sommet (絶頂突破, Zecchō toppa) - Ch. 18 : La naissance d'une déesse (女神誕生, Megami tanjō) - Bonus : L'interlude de Scorpion (Scorpion's Interlude)        |                 |                   |                 |                   |
| Dans celui-ci, on y retrouve Kardia, chevalier d'or du Scorpion, ainsi que Sasha jeune (qui n'est autre qu'Athéna encore en "sommeil"), nouvellement arrivée au Sanctuaire. Kardia devra faire face à une jeune déesse un peu rebelle et turbulente, ainsi qu'à un ennemi ayant des croyances mayas. |                 |                   |                 |                   |
| 3 | 8 février 2012  | 978-4-253-21646-3 | 10 octobre 2013 | 978-2-351-42922-8 |
| Titre du volume : Chapitre 3 : VerseauListe des chapitres : - Ch. 19 : Le magicien de glace (氷の魔術師, Kōri no majutsushi) - Ch. 20 : La boîte aux bijoux de couleur grenat (石榴石の宝石箱, Zakuroishi no hōsekibako) - Ch. 21 : Silex (火打石, Furinto) - Ch. 22 : La disparition du père et du maître (消えた父と師, Kieta chichi to shi) - Ch. 23 : La vision du Koh-I Nor (光の山の眺め, Kō-ī-Nūru no nagame) - Ch. 24 : Tourmaline et Chalcédoine (電気石と玉髄, Torumarin to Karusedonī) - Ch. 25 : Le secret du grenat (石榴石の秘密, Gānetto no himitsu) - Ch. 26 : Le secret de la boîte à bijoux (宝石ā箱深部, Hōsekibako shinbu) - Ch. 27 : Le cercueil de glace (冰の棺, Kōri no hitsugi) |                 |                   |                 |                   |
| Cela se passe en France, et cette fois le chevalier d'or est Degel du Verseau. Il est à la recherche d'un spectre d'Hadès et sur son chemin il croisera la route de son ancien maître, le chevalier d'or du verseau de la précédente guerre sainte. Les deux chevaliers utiliseront toute leur puissance glaciale jusqu'à que l'un d'entre eux gagne le duel. |                 |                   |                 |                   |
| 4 | 6 avril 2012    | 978-4-253-21647-0 | 9 janvier 2014  | 978-2-351-42948-8 |
| Titre du volume : Chapitre 4 : CancerListe des chapitres : - Ch. 28 : Pile et face (表/裏, mote/Ura) - Ch. 29 : Nero (暗黒, Nēro) - Ch. 30 : Les chevaliers noirs (暗黒聖闘士, Burakku Seinto) - Ch. 31 : Le chevalier noir de la baleine (黒き鯨, Burakku Hoēru) - Ch. 32 : Le chevalier noir du corbeau (黒き烏, Burakku Kurou) - Ch. 33 : Le chevalier noir du chien (黒き猟犬, Burakku Haundo) - Ch. 34 : La forteresse des âmes (霊魂の要塞, Souru Fōtoresu) - Ch. 35 : Le chevalier noir de l'autel (暗黒聖壇星座, Burakku Arutā) - Ch. 36 : Maître et disciple (師弟の思い, Shitei no omoi) |                 |                   |                 |                   |
| Pour une fois, un chevalier n'est pas seul dans ses aventures, Manigoldo du Cancer est accompagné d'Albafica des Poissons. L'histoire se passe en Italie, à Venise plus précisément. Les deux hommes sont à la recherche d'un spectre d’Hadès. Là-bas, ils font la rencontre d'un jeune garçon à la rue et qui vole les gens. Sans le vouloir, ce garçon va mener les deux chevaliers vers un tout autre type d'ennemis : les chevaliers noirs. |                 |                   |                 |                   |
| 5 | 6 juillet 2012  | 978-4-253-21648-7 | 10 avril 2014   | 978-2-351-42957-0 |
| Titre du volume : Chapitre 5 : CapricorneListe des chapitres : - Ch. 37 : Le forgeron (刀鍛冶, Katanakaji) - Ch. 38 : Disparition (あまぎれ, Amagire) - Ch. 39 : La princesse de Catalania (カタラニアの美姫, Katarania no Biki) - Ch. 40 : Zan'ôki, le sabre démoniaque (斬桜鬼, Zan-ōki) - Ch. 41 : Marée noire (くろき潮流, Kuroki chōryū) - Ch. 42 : Un homme très gentil (優しき男, Yasashiki otoko) - Ch. 43 : L'épée libérée (白い刃, Shiroi yaiba) - Ch. 44 : Le dieu des rêves (夢神, Mushin) - Ch. 45 : Le sabre rouillé (錆びた刀, Sabita katana) |                 |                   |                 |                   |
| À la suite de l'apparition d'une ville en plein milieu du désert, le chevalier d'or du Capricorne El Cid se rend là-bas. Dans la ville se trouve une arène où doivent s'affronter des combattants pour gagner une mystérieuse chose. El Cid et son bras droit Excalibur affronte des ennemis qui ne lui sont pas inconnus car il s'agit de ses anciens partenaires lors de son apprentissage pour devenir chevalier. |                 |                   |                 |                   |
| 6 | 7 décembre 2012 | 978-4-253-21680-7 | 3 juillet 2014  | 978-2-351-42958-7 |
| Titre du volume : Chapitre 6 : BalanceListe des chapitres : - Ch. 46 : La cité des Sennins (仙境, Senkyō) - Ch. 47 : Hui, le renard à neuf queues (九尾狐の灰, Kyūbi-ko no Fūi) - Ch. 48 : Mudan, le moineau (雀の牡丹, Suzume no Mūdan) - Ch. 49 : Feiyan, le guerrier au regard triste (悲しき瞳の飛眼, Kanashiki hitomi no Fei-gan) - Bonus : A la recherche de la vérité (Seeking the truth) |                 |                   |                 |                   |
| Celui-ci commence douze ans après que Hadès fût vaincu, et le protagoniste est l'un des deux chevaliers rescapés : Dôkho, chevalier d'or de la Balance. L'histoire se déroule en Chine aux 5 pics de Rôzan. Là, Dôkho se fait attaquer par une bande de combattants doués en arts martiaux. L'un de ces combattants ressemble comme deux gouttes d'eau à Tenma, le chevalier de Pégase et anciennement son disciple. Après que Dôkho ait battu celui-ci, il apprend que ces combattants viennent de son ancien centre d'entraînement et que celui-ci est tombé au main d'une force maléfique. Dôkho décide alors de partir pour la contrée des Sennins.                                                  |                 |                   |                 |                   |
| 7 | 8 avril 2013    | 978-4-253-21681-4 | 9 octobre 2014  | 978-2-351-42959-4 |
| Titre du volume : Chapitre 7 : LionListe des chapitres : - Ch. 50 : L’œil maléfique de Balor (魔眼のバロール, Magan no Barōru) - Ch. 51 : Une puissance sans visage (闇の魔人と光の使者, Yami no Majin to Hikari no Shisha) - Ch. 52 : Le paysage que voyait mon père (父の影 その先の光, Chichi no Kage, Sono Saki no Hikari) - Ch. 53 : Celui qui contrôlait la lumière (光を司る者, Hikari o tsukasadoru mono) - Bonus : La voie (The way) |                 |                   |                 |                   |
| 8 | 8 août 2013     | 978-4-253-21682-1 | 8 janvier 2015  | 978-2-368-52121-2 |
| Titre du volume : Chapitre 8 : ViergeListe des chapitres : - Ch. 54 : Celui en quête de dieu (神を求めし者, Kami o motomeshi mono) - Ch. 55 : Une voix que l'on ne peut entendre (届かぬ声, Todokanukoe) - Ch. 56 : Le chemin du Nirvana (涅槃の理, Nehan no kotowari) - Ch. 57 : Liens ancestraux (縁, Enishi) - Bonus : Rencontre avec une imitation de dieu (encounter with imitation of GOD) |                 |                   |                 |                   |
| 9 | 6 décembre 2013 | 978-4-253-21683-8 | 9 avril 2015    | 978-2-368-52131-1 |
| Titre du volume : Chapitre 9 : TaureauListe des chapitres : - Ch. 58 : Deux étoiles géantes (二人の巨星, Futari no Kyosei) - Ch. 59 : Le poing de l'honnêteté (愚直なる拳, Guchokunaru Kobushi) - Ch. 60 : Protéger ceux que l'on aime (守るべきもの, Mamorubekimono) - Ch. 61 : Le protecteur (守護者, Shugosha) - Ch. 62 : Les graines de demain (種子, Mirai) |                 |                   |                 |                   |
| 10 | 20 juin 2014    | 978-4-253-21684-5 | 2 juillet 2015  | 978-2-368-52132-8 |
| Titre du volume : Chapitre 10 : SagittaireListe des chapitres : - Ch. 63 : Le jeune frère du héros (英雄の弟, Eiyū no otōto) - Ch. 64 : L'oracle (神託, Shintaku) - Ch. 65 : La flèche et la corde (弓と弦, Yumi to tsuru) - Ch. 66 : La promesse (約束, Yakusoku) - Bonus : L'interlude de Leo (Reo's Interlude) |                 |                   |                 |                   |

### Tomes 11 à 16
| no | Japonais        | Japonais          | Français         | Français          |
| no | Date de sortie  | ISBN              | Date de sortie   | ISBN              |
| --- | --------------- | ----------------- | ---------------- | ----------------- |
| 11 | 20 octobre 2014 | 978-4-253-21685-2 | 10 décembre 2015 | 978-2-368-52211-0 |
| Titre du volume : Chapitre 11 : GémeauxListe des chapitres : - Ch. 67 : L'ombre d'or (黄金色の影, Gōrudo Shadō) - Ch. 68 : Celui de mauvais augure (凶ツ者, Magatsu Muno) - Ch. 69 : Larmes (涙, Namida) - Ch. 70 : Frères (兄弟, Kyōdai) - Bonus : Autre rêve (Other dream) |                 |                   |                  |                   |
| 12 | 8 janvier 2015  | 978-4-253-21686-9 | 14 avril 2016    | 978-2-368-52271-4 |
| Titre du volume : Chapitre 12 : GémeauxListe des chapitres : - Ch. 71 : Cicatrice (瑕痕, Kizuato) - Ch. 72 : Celle séduite par une étoile maléfique (魔星に魅入られし者, Masei ni Miirareshi Mono) - Ch. 73 : Celui qui transcende l'humanité (人を超越せし者, Hito o Chōetsu Seshi Mono) - Ch. 74 : Résolution (覚悟, Kakugo) - Bonus : Autre rêve (Other dream)                     |                 |                   |                  |                   |
| 13 | 8 juin 2015     | 978-4-253-21687-6 | 25 août 2016     | 978-2-368-52373-5 |
| Titre du volume : Chapitre 13 : BélierListe des chapitres : - Ch. 75 : Ce dont rêve un Bélier (牡羊が見る夢, Ohitsuji ga Miru Yume) - Ch. 76 : Le messager qui a traversé le temps (時を超えた使者, Toki wo Koeta Shisha) - Ch. 77 : Cross Road (クロス・ロード, Kurosu Rōdo) - Ch. 78 : Turning Point (ターニング・ポイント, Tāningu Pointo) - Bonus : Passé → futur (past → future) |                 |                   |                  |                   |
| 14 | 8 décembre 2015 | 978-4-253-21688-3 | 10 novembre 2016 | 978-2-368-52403-9 |
| Titre du volume : Chapitre 14 : BélierListe des chapitres : - Ch. 79 : Return (リターン, Ritān) - Ch. 80 : Ceux qui résistent (反抗者たち, Hankō Mono-tachi) - Ch. 81 : Clamp (クランプ, Kuranpo) - Bonus : ユズリハ外伝 血墨の紋 (Yuzuriha Gaiden: Chisumi no Mon) - Bonus : Continue to the Legend                                                                                  |                 |                   |                  |                   |
| 15 | 8 mars 2016     | 978-4-253-21689-0 | 13 avril 2017    | 978-2-368-52484-8 |
| Titre du volume : Chapitre 15 : Ancien JumeauxListe des chapitres : - Ch. 82 : Le Sanctuaire ébranlé (揺れる聖域, Yureru Sankuchuari) - Ch. 83 : 侵略 (Shinryaku) - Ch. 84 : 裏切者 (Uragirimono) - Ch. 85 : 混迷の聖域 (Konmei no Seiiki) - Bonus : ザ サクセサ (Za Sakusesaa) |                 |                   |                  |                   |
| 16 | 8 juin 2016     | 978-4-253-21702-6 | 24 août 2017     | 978-2-368-52485-5 |
| Titre du volume : Chapitre 16 : Ancien JumeauxListe des chapitres : - Ch. 86 : 静かなる炎 (Shizukanaru honō) - Ch. 87 : 闇に染まる天秤座(ライブラ) (Yami ni somaru Libra) - Ch. 88 : 変容 (Hen'yō) - Ch. 89 : 決意のとき (Ketsui no Koku) - Bonus : ザ ゲート トゥ ザ トゥモロ (Za gato tu za tumoroo)                                                                                |                 |                   |                  |                   |

## Saint Seiya: The Lost Canvas Recueil D'Histoires
| no | Japonais       | Japonais          | Français       | Français      |
| no | Date de sortie | ISBN              | Date de sortie | ISBN          |
| --- | -------------- | ----------------- | -------------- | ------------- |
| 1 | 18 juin 2021   | 978-4-253-32041-2 | 9 juillet 2022 | 9782380714128 |
| Titre du volumeListe des chapitres : - 1. Un tout jeune chevalier (小さな聖闘士セイント, Chiisana saint) - 2. Mes souvenirs avec lui (あいつとの想い出, Aitsu to no omoide) - 3. . (神気取りの罪状, Kami kidori no zaijō) - 4. . (柳の下の友情, Yanagi no shita no yūjō) - 5. . (耶人頑張る, Yato ganbaru) - 6. . (死に見入る者, Shi ni miiru mono) - 7. Le continent du vent (Partie 1) (風の大地 前編, Kaze no daichi zenpen) - 8. Le continent du vent (Partie 2) (風の大地 中篇, Kaze no daichi chūhen) - 9. Le continent du vent (Partie 3) (風の大地 後編, Kaze no daichi kōhen) - 10. Le récit de Tenma et du Sagittarie (天馬と射手の語らい, Pegasus to Sagittarius no katarai) |                |                   |                |               |

### Édition japonaise
1. 1 2  Tome 1
2. 1 2  Tome 2
3. 1 2  Tome 3
4. 1 2  Tome 4
5. 1 2  Tome 5
6. 1 2  Tome 6
7. 1 2  Tome 7
8. 1 2  Tome 8
9. 1 2  Tome 9
10. 1 2  Tome 10
11. 1 2  Tome 11
12. 1 2  Tome 12
13. 1 2  Tome 13
14. 1 2  Tome 14
15. 1 2  Tome 15
16. 1 2  Tome 16
17. 1 2  Tome 17
18. 1 2  Tome 18
19. 1 2  Tome 19
20. 1 2  Tome 20
21. 1 2  Tome 21
22. 1 2  Tome 22
23. 1 2  Tome 23
24. 1 2  Tome 24
25. 1 2  Tome 25

Chronicles
1. 1 2  Tome 1
2. 1 2  Tome 2
3. 1 2  Tome 3
4. 1 2  Tome 4
5. 1 2  Tome 5
6. 1 2  Tome 6
7. 1 2  Tome 7
8. 1 2  Tome 8
9. 1 2  Tome 9
10. 1 2  Tome 10
11. 1 2  Tome 11
12. 1 2  Tome 12
13. 1 2  Tome 13
14. 1 2  Tome 14
15. 1 2  Tome 15
16. 1 2  Tome 16

### Édition française
1. 1 2  Tome 1
2. 1 2  Tome 2
3. 1 2  Tome 3
4. 1 2  Tome 4
5. 1 2  Tome 5
6. 1 2  Tome 6
7. 1 2  Tome 7
8. 1 2  Tome 8
9. 1 2  Tome 9
10. 1 2  Tome 10
11. 1 2  Tome 11
12. 1 2  Tome 12
13. 1 2  Tome 13
14. 1 2  Tome 14
15. 1 2  Tome 15
16. 1 2  Tome 16
17. 1 2  Tome 17
18. 1 2  Tome 18
19. 1 2  Tome 19
20. 1 2  Tome 20
21. 1 2  Tome 21
22. 1 2  Tome 22
23. 1 2  Tome 23
24. 1 2  Tome 24
25. 1 2  Tome 25

Chronicles
1. 1 2  Tome 1
2. 1 2  Tome 2
3. 1 2  Tome 3
4. 1 2  Tome 4
5. 1 2  Tome 5
6. 1 2  Tome 6
7. 1 2  Tome 7
8. 1 2  Tome 8
9. 1 2  Tome 9
10. 1 2  Tome 10
11. 1 2  Tome 11
12. 1 2  Tome 12
13. 1 2  Tome 13
14. 1 2  Tome 14
15. 1 2  Tome 15
16. 1 2  Tome 16